# 北京大学の人物一覧
北京大学の人物一覧（ペキンだいがくのじんぶついちらん）は北京大学に関係する人物の一覧記事。

## 歴代校長
1. 孫家鼐(1898年7月～1900年春)
2. 許景澄(1900年春～1900年8月)
3. 張百熙(1902年1月～1904年1月)
4. 張亨嘉(1904年1月～1906年2月)
5. 李家駒(1906年3月～1907年8月)
6. 朱益藩(1907年8月～1908年1月)
7. 劉廷琛(1908年1月～1911年12月)
8. 柯劭忞(1910年12月～1911年12月)
9. 労乃宣(1911年12月～1912年2月)
10. 厳復(1912年2月～1912年10月)
11. 章士釗(1912年10月～1912年12月)
12. 何燮侯(1912年12月～1913年11月)
13. 胡仁源(1913年11月～1916年12月)
14. 蔡元培(1916年12月～1927年7月)
15. 劉哲(1927年8月～1928年6月)
16. 李煜? (1928年6月～1929年1月)
17. 陳大斉(1929年1月～1929年8月)
18. 蔡元培(1929年9月～1930年12月)
19. 蔣夢麟(1930年12月～1945年10月)
20. 胡適(1945年10月～1948年12月)
21. 湯用彤(1949年5月～1951年9月)
22. 馬寅初(1951年9月～ 1960年3月)
23. 陸平 (1957年10月～1966年5月)
24. 周培源(1978年7月～1981年3月)
25. 張竜翔(1981年6月～1984年3月)
26. 丁石孫(1984年3月～1989年8月)
27. 昊樹青(1989年8月～1996年8月)
28. 陳佳? (1996年7月～1999年12月）

## 著名な教職員・出身者

### 研究者
- 陳寅恪
- 費孝通
- 辜鴻銘
- 季羨林
- 李政道
- 楊振寧
- 賀衛方
- 徐星

### 政治家
- 薄熙来
- 鄧楠
- 胡春華
- 李克強
- 李肇星
- 李源潮
- 廖錫竜
- 張霊甫
- 陳独秀
- 陳公博
- 張国燾
- 聶元梓
- 李大釗
- 王丹
- 趙楽際
- 石平

### 法曹界
- 梅汝璈

### 経済人
- 李彦宏
- 谷口清太郎 - 日本の実業家

### 文芸
- 方東樹
- 馮友蘭
- 梁漱溟
- 魯迅
- 牟宗三
- 呉汝綸
- 周作人
- 朱自清
- 章炳麟
- 劉天華
- 余杰